# 계양군 (중국)
계양군(桂陽郡)은 중국의 옛 군현제의 군으로 후난성의 지급시인 천저우시의 전신이다.

## 전한
고제(高帝) 때 설치하였다.
형주(荊州)에 속하였으며, 호구 28,119호에 인구 156,488명이었다. 11개 현(10개 현, 1개 후국)을 두었다.
| 현명     | 한자     | 대략적 위치          | 비고 |
| -------- | -------- | -------------------- | --- |
| 침현     | 郴縣     | 천저우시             | 뇌산(耒山)에서 뇌수(耒水)가 나와 남서로 상남(湘南)에 이르러 상수로 들어간다. 의제(義帝)가 도읍을 삼은 곳이다. |
| 임무현   | 臨武縣   | 천저우시 린우현 동   | 진수(秦水)가 남동으로 정양(湞陽)에 이르러 회수(滙水){혹 광수(洭水)}로 들어간다.                               |
| 편현     | 便縣     | 천저우시 융싱현      | |
| 남평현   | 南平縣   | 융저우시 란산현 북동 | |
| 뇌양현   | 耒陽縣   | 헝양시 레이양시      | 용산(舂山)에서 용수(舂水)가 나와 북으로 영(酃)에 이르러 상수로 들어가니, 계양·장사 두 군을 지나 780리를 간다. |
| 계양현   | 桂陽縣   | 칭위안시 롄저우시    | 회수(혹 광수)가 남으로 사회(四會)에 이르러 울수(郁水)로 들어간다.                                             |
| 양산현   | 陽山縣   | 칭위안시 양산현 남동 | |
| 곡강현   | 曲江縣   | 사오관시 남동        | |
| 함광현   | 含洭縣   | 칭위안시 잉더시 서   | 응소에 따르면 광수(洭水)가 나와서 북동으로 원수(沅水)로 들어간다.                                             |
| 정양현   | 湞陽縣   | 칭위안시 잉더시 동   | 응소에 따르면 정수(湞水)가 남해(南海) 용천(龍川)에서 나와서 서로 진수(秦水)로 들어간다.                       |
| 음산후국 | 陰山侯國 | 헝양시 헝둥현 남     | |

## 신
왕망(王莽) 때는 다음 현의 이름을 고쳤다.
| 전한       | 신             |
| ---------- | -------------- |
| 침(郴)     | 선풍(宣風)     |
| 임무(臨武) | 대무(大武)     |
| 편(便)     | 편병(便屛)     |
| 뇌양(耒陽) | 남평정(南平亭) |
| 곡강(曲江) | 제로(除虜)     |
| 정양(湞陽) | 기무(基武)     |

## 후한, 동오
형주에 속하였으며 11성 135,029호 551,403명을 거느렸다. 265년(오 손호 감로 원년), 계양군의 남부지방이 시흥군으로 분리되었다.
| 이름   | 한자   | 비고 |
| ------ | ------ | --- |
| 침현   | 郴縣   | 객령산(客嶺山)이 있었다.                                                                                              |
| 편현   | 便縣   | |
| 뇌양현 | 耒陽縣 | 철의 산지였다. |
| 음산현 | 陰山縣 | 상동군으로 분리되었다.                                                                                                |
| 남평현 | 南平縣 | |
| 임무현 | 臨武縣 | |
| 계양현 | 桂陽縣 | 265년 시흥군으로 분리되었다.                                                                                          |
| 함광현 | 含洭縣 | 265년 시흥군으로 분리되었다.                                                                                          |
| 정양현 | 湞陽縣 | 영산(領山)이 있었다. 265년 시흥군으로 분리되었다.                                                                     |
| 곡강현 | 曲江縣 | 《계양태수주경공훈명》(桂陽太守周憬功勳銘) 등의 비문에는 곡홍(曲紅)이라고 기록되어 있다. 265년 시흥군으로 분리되었다. |
| 한녕현 | 漢寧縣 | 영화 원년(136)에 설치하였다. 229년(오 대제 황무 9년) 양안현(陽安縣)으로 개명되었다.                                   |

## 진, 송
6현 11,300호를 거느렸다. 291년(진 혜제 원강 원년), 강주에 내속되었다가 307년(서진 회제 영가 원년), 신설된 상주로 내속되었다. 이후 상주가 건강정부의 형주 통제 정책에 의해 폐지, 설치가 반복되면서 형주, 상주로 소속이 바뀌었다.유송대에는 6현 2,219호 22,192명을 거느렸는데, 당시 기준 상주의 치소인 장사까지 수로로 1,400리, 건강까지 수로로 4,940리 거리였다.
| 이름   | 한자   | 현급 | 비고                                    |
| ------ | ------ | ---- | --------------------------------------- |
| 침현   | 郴縣   | 伯相 |                                         |
| 뇌양현 | 耒陽縣 | 子相 |                                         |
| 편현   | 便縣   |      |                                         |
| 임무현 | 臨武縣 | 令   |                                         |
| 진녕현 | 晉寧縣 | 令   | 280년 양안현에서 진녕현으로 개명되었다. |
| 남평현 | 南平縣 | 令   |                                         |
| 여성현 | 汝城縣 | 令   | 317년(동진 원제 건무 원년) 신설되었다.  |

## 군수·태수

### 후한
- 장륭(張隆, 25년 무렵)
- 난파(欒巴)

### 조위
- 장료(張遼)[6]